# .50-90 Sharps
Le .50-90 Sharps, également connu sous le nom de .50-21⁄2" Sharps, est une cartouche de fusil à poudre noire qui a été introduite par la Sharps Rifle Manufacturing Company en 1872 comme arme de chasse au bison (bison d'Amérique). Comme les autres grosses cartouches à poudre noire, elle incorpore une balle lourde et un grand volume de poudre, ce qui se traduit par des énergies élevées en sortie de bouche. Il s'agit de la cartouche la plus puissante pouvant être tirée dans un fusil Sharps 1874.

## Caractéristiques techniques
Les charges d'usine standard, produites et vendues par la Sharps Rifle Manufacturing Company et la Sharps Rifle Company, étaient .50/100/425 (calibre .50/100 grains de poudre noire/425 grains de balle graissée) et .50/100/473 (calibre .50/100 grains de poudre noire/473 grains de balle graissée) avec une balle en papier patché. Les charges d'usine fabriquées par l'une ou l'autre des sociétés Sharps étaient pour la plupart chargées à la main, ce qui rendait leur production coûteuse. Cela a naturellement favorisé la concurrence. Winchester proposa la cartouche chargée en .50/90/473 (.50 calibre/90 grains de poudre noire/473 grains de balle à rainure grasse) avec des balles patchées en papier, ce qui explique peut-être pourquoi la cartouche fut connue sous le nom de .50-90. La cartouche .50-90 Sharps est similaire aux cartouches .50-100 Sharps et .50-110 Sharps. Toutes trois utilisent le même étui de 2,5 pouces (64 mm), les deux dernières étant chargées avec plus de grains de poudre noire. Toutes les carabines fabriquées pour le .50-90 Sharps devraient pouvoir utiliser les cartouches .50-110 et .50-100 car les dimensions de l'étui sont pratiquement identiques.
Le diamètre des balles était généralement de 13,0 mm. Les balles pesaient de 335 à 700 grains (21,7 à 45,4 g). Les charges historiques utilisant de la poudre noire ont une énergie à la bouche de l'ordre de 1 630 à 1 985 pieds-livres (2 210 à 2 691 J), tandis que les charges modernes utilisant de la poudre sans fumée ont une énergie de 2 561 à 2 989 pieds-livres (3 472 à 4 053 J).

## Histoire
Le .50-90 Sharps est créé spécifiquement pour la chasse au bison d'Amérique. Grand animal difficile à abattre, sa chasse a entraîné la demande de cartouches spécifiques. cette cartouche est devenue immédiatement populaire auprès des chasseurs professionnels de bisons dans les plaines de l'Ouest. À l'époque de son invention, il n'existe pas de poudres ou de types de balles spéciaux, et les connaissances en matière de balistique étaient assez limitées. Ainsi, lorsqu'ils ont essayé de créer une cartouche plus efficace pour le gros gibier, les concepteurs ont simplement élargi les dimensions des cartouches précédentes.
Billy Dixon (en) a utilisé une cartouche Sharps .50-90 lors de la seconde bataille d'Adobe Walls, le 27 juin 1874, pour réaliser son légendaire tir de 1 406 m,.
Cette cartouche est aujourd'hui largement obsolète. Les munitions ne sont plus produites en masse par de grands fabricants mais seulement par quelques petits fabricants spécialisés, tels que Buffalo Arms. Des douilles et des balles sont produites, mais les munitions chargées doivent provenir d'un magasin spécialisé ou être chargées à la main. Les carabines ne sont produites qu'à une échelle artisanale par quelques entreprises. Les carabines de ce calibre sont généralement utilisées pour la chasse au gros gibier et les reconstitutions historiques. Occasionnellement, des carabines .50-90 sont utilisées pour des compétitions de tir à la carabine ancienne, mais la disponibilité commerciale d'autres cartouches contemporaines, telles que la .45-70, a rendu la cartouche .50-90 moins populaire.